# 1959 год в автомобилестроении
Список событий в автомобилестроении в 1959 году:

## События

### Январь
- 16 — началось производство представительского легкового автомобиля большого класса ГАЗ-13 «Чайка», который выпускался до 1981 года. Всего собрано 3179 машин[1].

### Май
- 8 — первые серийные Mini сошли с производственной линии на заводе Morris в Коули[англ.], Оксфорд, под названием Morris Mini-Minors[2]. Этот культовый автомобиль производился более 40 лет и был признан вторым по значимости (после Ford T) автомобилем XX века.

### Апрель

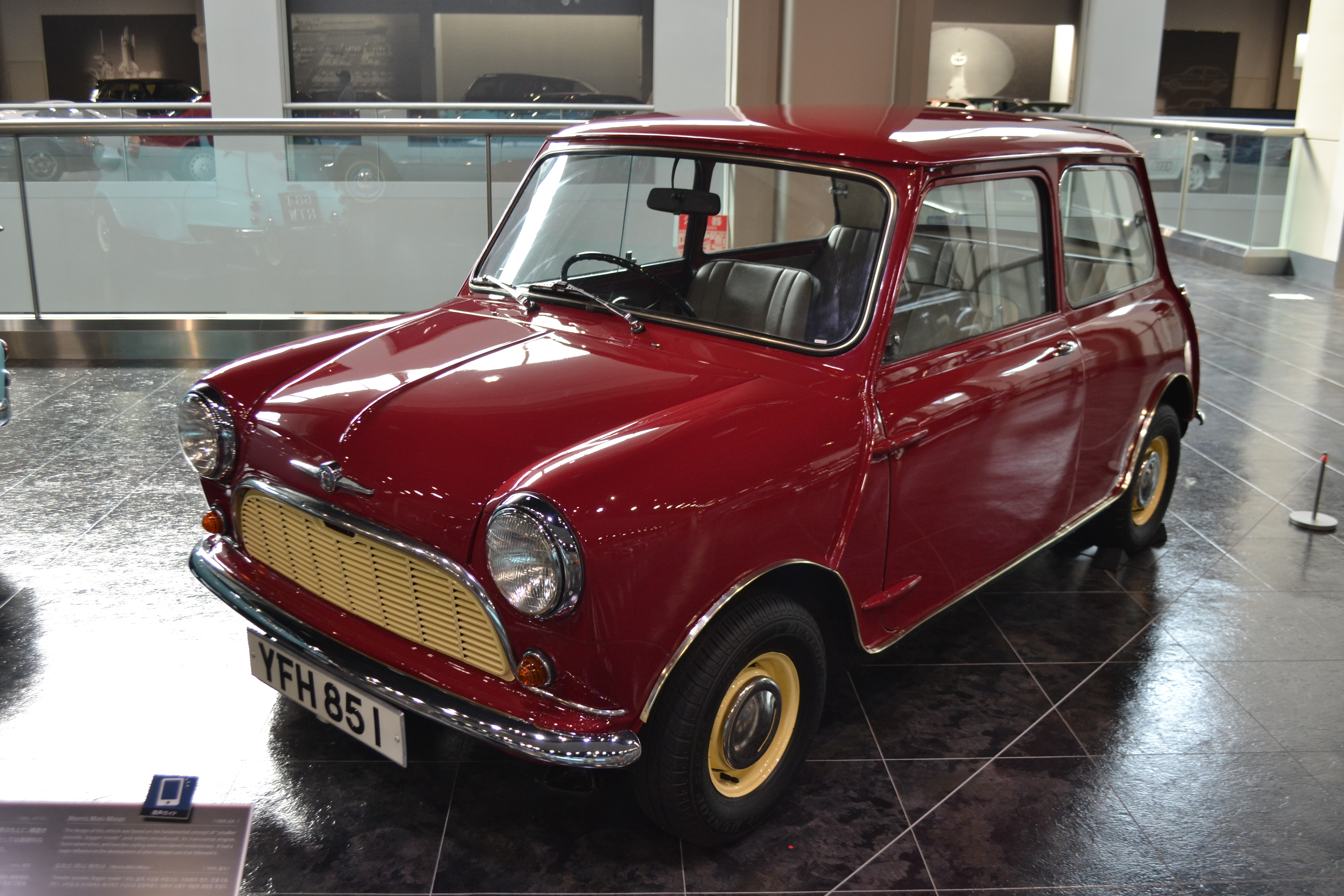
Morris Mini-Minor

- 10 — собраны два первых 10-тонных трёхосных самосвала КРАЗ-222[укр.][3]. Один из этих первых автомобилей хранится в заводском музее.

### Август
- 17 — Volkswagen of America[англ.] начал широкомасштабную рекламную компанию с целью вернуть себе долю рынка, утраченную в результате роста продаж компактных автомобилей. В сотрудничестве с рекламным агентством Doyle Dane Bernbach[англ.] был создан ряд классических рекламных проспектов, таких как, «Think small» (Мысли по-маленькому), «Lemon» (Барахло) и «Nobody is perfect» (Ничто не совершенно). Иногда эта рекламная компания признаётся лучшей в XX веке. По её результатам Volkswagen со своей единственной моделью занял 32% рынка импортных автомобилей США[4].